# Trévilles
Trévilles était une ville française de Picardie.

## Histoire
La ville fut fondée en 1207 par des émigrés génois, chassés par l'affaire des Sacrificii. Avec l'accord du roi de France, Philippe IV le Bel, ils obtiennent le droit de s'installer en Picardie. La ville, nouvellement formée prenant le nom de Treviglio, puis, une fois francisée, de Trévilles. 
Au cours du XIIIe siècle, la ville va connaître une période de croissance, due au commerce. Cependant, atteinte en 1350 par l'épidémie de peste noire, elle ne va pas se relever. 
Par la suite, la ville de Trévilles ne vaudra plus d'être mentionnée dans l'histoire que par l'action de Jean de Trévilles, évêque réputé pour la qualité des manuscrits qu'il nous a transmis, ainsi que pour avoir fait l'éducation de Nicolas Coqueret. 
Déjà à l'abandon, la ville va totalement disparaître du fait d'un incendie en 1456. En l'absence de tout document depuis cinq siècles et demi, la localisation de ses ruines est sujette à caution.
| Date               | Selon Terraux | Selon Boutruche |
| ------------------ | ------------- | --------------- |
| Début XIIIe siècle | 150 feux      | 150 feux        |
| vers 1250          | 230 feux      | 340 feux        |
| vers 1300          | 450 feux      | 730 feux        |
| vers 1350          | 210 feux      | 250 feux        |
| vers 1400          | 190 feux      | 260 feux        |
| vers 1450          | 120 feux      | —               |